# Dúbrava, Liptovský Mikuláš
Dúbrava este o comună slovacă, aflată în districtul Liptovský Mikuláš din regiunea Žilina. Localitatea se află la altitudinea de 649 m deasupra n.m., se întinde pe o suprafață de 23,21 km2 și în 2017 număra 1.222 de locuitori.

## Istoric
Localitatea Dúbrava este atestată documentar din 1372.

## Demografie
| An:                | 1994 | 2004   | 2014   | 2024   |
| ------------------ | ---- | ------ | ------ | ------ |
| Număr de persoane: | 1373 | 1294   | 1246   | 1192   |
| Diferență:         |      | −5,75% | −3,70% | −4,33% |

| An:                | 2023 | 2024 |
| ------------------ | ---- | ---- |
| Număr de persoane: | 1192 | 1192 |
| Diferență:         |      | +0%  |